# Andrzej Kudelski
Andrzej Kudelski (né le 14 février 1952) est un lutteur polonais.

## Biographie
Ses frères Tadeusz et Zygmunt sont aussi lutteurs.

## Palmarès

### Championnats d'Europe
- Médaille de bronze en catégorie des moins de 52 kg en 1979

## Distinctions
- Croix du Mérite en 1996.
- Croix de chevalier dans l'Ordre Polonia Restituta en 2001.